# Леонидов, Александр Васильевич
Александр Васильевич Леонидов (укр. Леонідов Олександр Васильович, 20 июля 1926, Красная Поляна, Курская губерния — 24 сентября 2005, Киев) — советский футболист и тренер детских коллективов. Ветеран Великой Отечественной войны. Заслуженный тренер Украины. Первый тренер обладателя «Золотого мяча 1975» Олега Блохина.

## Биография
Александр Леонидов играл в футбол в составе команды рижского Окружного Дома Офицеров, а со временем и в составе киевского «Локомотива» на позиции последнего центрального защитника. В 1955 году после окончания Киевского института физической культуры и завершения карьеры игрока, Леонидова направили в киевской городской совет «Динамо», где он три года проработал в должности инструктора в отделе футбола.
В 1959 году Вячеслав Соловьев, возглавлявший в то время киевское «Динамо», рекомендовал Леонидова на должность руководителя детско-юношеской школы клуба. В конце лета 1961 Александр Васильевич набрал очередную группу юных футболистов, среди которых был и Олег Блохин, который в будущем стал одним из наиболее знаменитых советских футболистов и получил самую престижную индивидуальную футбольную награду мира — «Золотой мяч». Кроме Блохина в той же группе тренировались будущие динамовцы Валерий Зуев, Виктор Кондратов и Александр Дамин.
Кроме выпускников своего известного набора Леонидов приложил руку к становлению таких футболистов, как Владимир Лозинский, Сергей Мизин, Кирилл Петров, Андрей Богданов, Сергей Люлька, Евгений Макаренко и многих других. Занимался у него футболом и доктор экономических наук, бывший министр экономики Украины Владимир Лановой.
Александр Леонидов скончался 24 сентября 2005 года. Прощание с тренером состоялось на стадионе «Динамо», а похоронен Леонидов был на Байковом кладбище Киева.